# Ford Taurus
Ford Taurus este un vehicul produs de Ford din 1985 până în prezent (2021). În prezent, aproximativ 5 milioane de unități au fost vândute în întreaga lume. Din 2011, vehiculul este produs și de GAZ pentru a înlocui GAZ Siber. Taurului i se atribuie faptul că a adus multe funcții de design noi pe piața principală. Taurul a folosit faruri compozite aerodinamice și a fost unul dintre primele sedan americane care au făcut acest lucru. Inițial, Administrația Națională pentru Siguranța Traficului pe Autostrăzi din SUA (NHTSA) a cerut ca toate mașinile vândute în Statele Unite să utilizeze faruri standard cu fascicul rotund sau dreptunghiular sigilat. Ford a trebuit să-i convingă să schimbe regula pentru a permite farurilor să aibă orice formă, atâta timp cât îndeplineau standardele federale de iluminat.
Împreună cu exteriorul Taurului, interiorul său este creditat cu introducerea a numeroase inovații care au fost adoptate ulterior în toată industria auto. Interiorul a fost proiectat pentru a fi extrem de ușor de utilizat, cu toate comenzile sale concepute pentru a fi recunoscute prin atingere, permițându-i șoferului să le acționeze fără să-și ia ochii de pe drum. De exemplu, comutatoarele la geamurile electrice și blocările de alimentare au fost proiectate cu o jumătate a comutatorului ridicată, cu cealaltă jumătate încastrată, pentru ca funcția sa să fie identificată prin atingere (asemănătoare conceptului de scriere Braille). Pentru a îmbunătăți și mai mult această „ușurință în utilizare”, tabloul de bord a fost conceput pentru a avea toate comenzile în zona centrală, la îndemâna șoferului. Partea stângă a liniei de bord s-a curbat ușor în jurul șoferului, pentru a face comenzile ușor accesibile, precum și pentru a crea o senzație de „cabină”. Cu toate acestea, nu a fost suficient de curbat pentru a împiedica pasagerul să identifice și să utilizeze cu ușurință și comenzile principale ale vehiculului.
Mercury Sable este un model suror al Taurului creat și vândut sub marca Mercury aproape luxoasă a Ford. Dezvoltat împreună cu Taurul, Sable împărtășea majoritatea componentelor mecanice, dar avea un corp și un interior unic și o lungime mai mare. Sable avea un design exterior care era, probabil, mai experimental decât Taurul, cu geamuri spate care se înfășurau în jurul panoului spate și o „bară de lumină” din față și o lampă cu putere redusă între farurile din față. Aceste caracteristici au devenit ulterior o caracteristică de stil pentru toate modelele Mercury la începutul anilor '90. Destinat unei piețe mai luxoase, a fost disponibil în două modele, GS de bază și LS high-end în stiluri de caroserie sedan și break. Opțiunile de propulsie au fost aceleași, deși nu a fost oferită nicio transmisie manuală. Sable a fost vândut ca Ford Taurus în Mexic, Noua Zeelandă și Europa. Prima generație Sable și Taur au fost produse concomitent până în anul model 1991.